# Южно-уральский институт биофизики
Южно-уральский институт биофизики (ЮУрИБФ) (англ. SUBI — Southern Urals Biophysics Institute) — федеральное государственное бюджетное учреждение науки Федерального медико-биологического агентства. Основная сфера научных интересов — внутренняя дозиметрия, исследование промышленных аэрозолей, радиационная безопасность, радиационная эпидемиология. Расположен в городе Озерске Челябинской области.

## Деятельность
В настоящее время ЮУрИБФ осуществляет научную деятельность по ряду Федеральных целевых программ, проводит исследования по международным контрактам. Уникальные разработки в области клиники, дозиметрии и эпидемиологии радиационного воздействия на персонал и население привлекают внимание учёных различных стран и организаций.
ЮУрИБФ ведет работу в области радиационной эпидемиологии, радиационной дозиметрии, микродозиметрии и гигиены, радиационной медицины и радиобиологии. За годы своей деятельности институт подготовил 20 докторов и 72 кандидата наук. Учеными института опубликовано свыше 2000 научных работ, получено 20 свидетельств и патентов на изобретения.
Исследования стали основой для разработки и внедрения научно-методических документов по совершенствованию:
- условий труда при работе с источниками ионизирующих излучений, дозиметрии Pu;
- системы медицинского наблюдения, диагностики, лечения лучевых поражений и мер профилактики у персонала;
- медицинского мониторинга за качеством здоровья населения, включая детское;
- экспериментального обоснования норм радиационной безопасности и защиты.

## Структура института
В состав института по состоянию на 2022 год входят:
- Отдел радиационной безопасности и дозиметрии в составе:

Задачи отдела: 
- комплексная оценка условий труда на промышленных предприятиях, качественная и количественная характеристика факторов радиационной, физической и химической природы при различных режимах работы предприятий (нормальный технологический процесс, ремонтные работы и др.);
- физиолого-эргономические исследования трудового  процесса рабочих ведущих профессий, включающие эргономическую оценку технологического оборудования и рабочих мест, режимов труда и отдыха, тяжести и напряженности труда, надежности человеческого, технологического звеньев и всей технологической системы в целом;
- оценка состояния здоровья персонала по материалам заболеваемости;
- выявление роли радиационных, физических, химических факторов в формировании уровня и структуры заболеваемости с использованием методов многофакторного регрессивного анализа;
- разработка оздоровительных рекомендаций, инструктивно-методических документов, санитарных правил по проектированию и эксплуатации промышленных предприятий.

- Клинический отдел в составе:

Клиническим отделом с 2000 руководит к. м. н. Тамара Васильевна Азизова, член первого комитета Международной комиссии по радиологической защите, член Научного комитета по действию атомной радиации ООН, руководитель Центра профессиональной патологии ФГБУЗ ЦМСЧ № 71 ФМБА России.
Задачи отдела: 
- обоснование стандартов радиационной безопасности персонала и населения;
- оценка рисков развития ближайших и отдаленных эффектов профессионального облучения;
- изучение механизмов развития радиационно-индуцированных эффектов на основе результатов исследований на популяционном, организменном, органном, тканевом, клеточном, субклеточном и молекулярном уровнях.

Основные научные направления деятельности клинического отдела:
- изучение закономерностей развития ближайших детерминированных (тканевых реакций) эффектов острого и хронического внешнего и/или внутреннего облучения (доза-эффект, мощность дозы-эффект, дозовые пороги);
- оценка риска заболеваемости и смертности от рака и неопухолевых эффектов при пролонгированном внешнем и/или внутреннем облучении с учетом нерадиационных факторов;
- исследование механизмов развития радиационно-индуцированного рака и неопухолевых эффектов, включая индивидуальную радиочувствительность, генетическую предрасположенность и различные модифицирующие факторы;
- изучение эффектов преконцептивного и внутриутробного облучения (генетические и соматические эффекты: рак и неопухолевые эффекты), в том числе исследование геномной нестабильности и передачи ее от родителей потомкам;
- изучение репродуктивного здоровья семей работников, подвергшихся профессиональному облучению;
- изучение состояния здоровья потомков работников «Маяка»;
- изучение влияния техногенного облучения, преимущественно за счет радиоактивного йода;
- поиск биологических маркеров внешнего и/или внутреннего облучения и маркеров радиационно-индуцированных эффектов;
- разработка комплексных биодозиметрических систем оценки дозы облучения на основе биологических характеристик (тканевых, клеточных, субклеточных, молекулярных);
- разработка методических документов (методических указаний и рекомендаций, пособий, инструкций и др.) по совершенствованию системы диспансерного наблюдения и медицинской помощи контингентам, подвергшихся профессиональному и техногенному облучению;
- разработка методических документов (методических указаний и рекомендаций, пособий, инструкций и др.) по обеспечению готовности к медицинскому аварийному реагированию.

В 2000 был создан Радиобиологический репозиторий тканей человека (РРТЧ), целью которого является получение и длительное хранение образцов биологического материала работников атомного предприятия и населения, подвергшегося облучению вследствие проживания на радиационно-загрязненных территориях, а также их потомков. Биоматериал представляет информационный и исследовательский ресурс, на основе которого работают учёные в разных областях  радиационной биологии и медицины. 
Электронная БД репозитория содержит всю доступную информацию об образцах биоматериала и регистрантах (медицинские, дозиметрические, демографические, профессиональные сведения). За период с 2001 подготовлено и передано 25300 образцов биоматериала по заявкам исследователей из 16 институтов разных стран (Россия, США, Германия, Япония, Ирландия, Норвегия).
- Отдел эпидемиологии в составе:

Отделом эпидемиологии, лабораторией радиационной эпидемиологии с 2005 заведует д. м. н. Сокольников Михаил Эдуардович.
Основные направления исследований:
- биологическое действие внешнего γ-облучения и внутреннего α-облучения от инкорпорированного  239Pu в экспериментах на животных;
- медицинские последствия  профессионального облучения  работников ПО «Маяк». Плутониевый пневмосклероз. Канцерогенные эффекты;
- создание и ведение медико-дозиметрического "Регистра персонала основных производств ПО "Маяк"". Создание "Детского регистра" и "Онкорегистра населения города Озерска";
- эпидемиологическая оценка риска заболевания и смерти от злокачественных новообразований на основе "Регистра персонала";
- исследование медицинских последствий у населения города Озерска на основе "Детского регистра" и "Онкорегистра";
- новое направление (с 2012) — оценка пожизненного канцерогенного риска в когортах персонала ПО "Маяк" и населения города Озерска с целью определения надежности предельно допустимых доз профессионального облучения и критериев безопасного проживания вблизи предприятий атомной промышленности и энергетики.
- новое направление (с 2013) — оценка отдалённых последствий воздействия малых доз диагностического облучения при проведении компьютерной томографии на население города Озёрска и персонал ПО "Маяк"

- Южно-уральский региональный аварийный медико-дозиметрический центр:

## История ЮУрИБФ
19 июня 1948 года был запущен первый реактор А-1 («Аннушка») на Комбинате № 817 (ныне ПО «Маяк»), и уже на следующий день произошел первый инцидент — локальное сплавление урановых блочков с графитом из-за недостаточного охлаждения («козел»). Эта и подобные ситуации сопровождались массовым переоблучением персонала, часто вручную занятого ликвидацией последствий спекания урана в реакторе, разлива технологических растворов. Ситуация с радиационной безопасностью была угрожающей,

на «Маяке» в 50-е годы было огромное количество профбольных. Чуть ли не 20-30 процентов. Хроническая лучевая болезнь, острая… — из интервью С. А. Романова
6 марта 1953 года был образован филиал № 1 клинического отдела Московского института биофизики. Чтобы наладить медицинское сопровождение работников «Маяка», в Озёрск были направлены специалисты из лучших клиник страны:

Первый директор ФИБа, д. м. н. Г. Д. Байсоголов, был гематолог. Сначала считалось, что радиация в основном действует на кровь. Поэтому сюда прислали молодых и очень хороших врачей гематологов. 
Конечно, посылали и профессоров, те сами ехать не хотели, но при этом прекрасно понимали, что если пришлют сюда какого-нибудь глуповатенького, то получат по шапке. Поэтому посылали умненьких, которых, конечно, им было жалко, но не ехать же самим? Почитайте того же В. Л. Гинзбурга, как они с И. Е. Таммом А. Д. Сахарова послали в Саров. То же самое… Байсоголов примерно так же, наверное, оказался здесь.— из интервью С. А. Романова

## Изменения наименований ЮУрИБФ
- Филиал № 1 Института биофизики АМН СССР создан в марте 1953 в городе Челябинск-40 (ныне Озёрск).
- С 1953 по 1962 предприятие имело название Филиал № 1 Института биофизики АМН СССР.
- С 1963 по 1992 предприятие имело название Филиал № 1 Института биофизики Минздрава СССР.
- С 20.01.92 Филиал № 1 Института биофизики МЗ СССР переименован в Филиал № 1 Института биофизики Министерства здравоохранения РФ.
- С 26.06.98 Филиал № 1 Института биофизики МЗ РФ перерегистрирован в Филиал № 1 Государственного научного центра — Института биофизики.
- С 05.04.2001 по 04.05.2005 Филиал № 1 Государственного научного центра — Института биофизики реорганизован в Дочернее Государственное унитарное предприятие «Южно-Уральский институт биофизики» Государственного унитарного предприятия Государственного научного центра — Института биофизики Федерального управления медико-биологических и экстремальных проблем при Министерстве здравоохранения РФ.
- С 05.05.2005 по 09.01.2022 ДГУП ЮУрИБФ переименован в Федеральное государственное унитарное предприятие «Южно-Уральский институт биофизики» Федерального медико-биологического агентства.
- С 10.01.2022 по настоящее время ФГУП ЮУрИБФ преобразован в Федеральное федеральное государственное бюджетное учреждение науки «Южно-Уральский институт биофизики» Федерального медико-биологического агентства.

## Руководители ЮУрИБФ
Организатором и первым заведующим ФИБ-1 был Григорий Давидович Байсоголов (1956—1965), в дальнейшем — Владимир Константинович Лемберг (1965—1986), Эдуард Рафаилович Любчанский (1986—1997), Сергей Анатольевич Романов (1997—2024), Анастасия Владимировна Дмитриева (врио директора с 02 октября 2024 г.).

## Коды ЮУрИБФ в международных базах данных
| Ringgold ID                          | 68579               | https://ido.ringgold.com/search/results?simple=68579&p=1 |
| ISNI                                 | 0000 0004 0620 1495 | https://isni.org/isni/0000000406201495                   |
| Research Organization Registry (ROR) | 03bw8s353           | https://ror.org/03bw8s353                                |
| ------------------------------------ | ------------------- | -------------------------------------------------------- |

## Статьи
- Гуськова, А. К. Медицина была всегда рядом. Озёрский вестник (28 октября 1995).

- Дерновая, А. Передовой фронт ФИБа (60 лет клиническому отделу Южно-Уральского института биофизики (ФИБ)). Озёрский вестник (26 апреля 2013).

- Дерновая, А. Тайны генов открываются в Озёрске (60 лет Южно-Уральскому институту биофизики). Озёрский вестник (11 октября 2013).

- Котенева, Н. Радиация, риск и «подопытные кролики». Озёрский вестник (13 января 1995).

- Котенева, Н. Эксперимент стоит дорого, но жизнь и здоровье людей стоят еще дороже. Озёрский вестник (28 сентября 1994).

- Э. Любчанский. Вклад Южно-Уральского института биофизики в ликвидацию и преодоление последствий аварии в 1957 г. на ПО «Маяк» // Охрана природы: областной экологический альманах / Э. Любчанский, С. Романов. — Челябинск, 2007. — С. 45-50.